# Wilco Kelderman
Wilco Kelderman (ur. 25 marca 1991 w Amersfoort) – holenderski kolarz szosowy.

## Osiągnięcia
Opracowano na podstawie:

2008
- 3. miejsce w Trofeo Karlsberg
  - 1. miejsce w klasyfikacji młodzieżowej
- 1. miejsce w klasyfikacji punktowej Tour de la region de Lodz
  - 1. miejsce na 1. i 4. etapie
- 1. miejsce w Liège-La Gleize
  - 1. miejsce w klasyfikacji młodzieżowej
- 1. miejsce w mistrzostwach Holandii juniorów (jazda indywidualna na czas)
- 2. miejsce w Giro della Lunigiana

2009
- 3. miejsce w Wyścigu Pokoju Juniorów
- 1. miejsce w 3-Etappen-Rundfahrt
  - 1. miejsce na 3. etapie
- 1. miejsce na 4. etapie Tre Giorni Orobica

2010
- 3. miejsce w Le Triptyque des Monts et Châteaux
- 1. miejsce w Tour Alsace
  - 1. miejsce na 5. etapie
- 3. miejsce w Tour du Gévaudan Occitanie

2011
- 1. miejsce w Tour of Norway
- 1. miejsce w mistrzostwach Holandii U23 (jazda ind. na czas)
- 1. miejsce w Thüringen Rundfahrt U23
  - 1. miejsce na 5. i 6. etapie
- 1. miejsce w prologu Tour de l’Ain

2012
- 1. miejsce w klasyfikacji młodzieżowej Tour of California
- 1. miejsce w klasyfikacji młodzieżowej Critérium du Dauphiné
- 1. miejsce w klasyfikacji młodzieżowej Post Danmark Rundt

2013
- 1. miejsce w klasyfikacji młodzieżowej Tour de Romandie
- 1. miejsce w Post Danmark Rundt
  - 1. miejsce w klasyfikacji punktowej
  - 1. miejsce w klasyfikacji młodzieżowej
  - 1. miejsce na 5. etapie

2014
- 7. miejsce w Giro d’Italia
- 1. miejsce w klasyfikacji młodzieżowej Critérium du Dauphiné

2015
- 1. miejsce w klasyfikacji młodzieżowej Volta a Catalunya
- 1. miejsce w mistrzostwach Holandii (jazda indywidualna na czas)
- 3. miejsce w Eneco Tour

2016
- 3. miejsce w mistrzostwach Holandii (jazda indywidualna na czas)
- 2. miejsce w Tour du Poitou-Charentes
  - 1. miejsce w klasyfikacji młodzieżowej

2017
- 4. miejsce w Vuelta a España
- 1. miejsce w mistrzostwach świata (jazda drużynowa na czas)

2018
- 2. miejsce w Abu Dhabi Tour
- 3. miejsce w mistrzostwach Holandii (jazda indywidualna na czas)
- 10. miejsce w Vuelta a España
- 2. miejsce w mistrzostwach świata (jazda drużynowa na czas)

2019
- 7. miejsce w Vuelta a España

2020
- 3. miejsce w Giro d’Italia

2021
- 5. miejsce w Tour de France

2022
- 3. miejsce w Circuito de Getxo

## Rankingi
| Rok             | 2010 | 2011 | 2012 | 2013 | 2014 | 2015 | 2016 | 2017  | 2018 | 2019 | 2020 | 2021 | 2022 | 2023 | 2024 |
| --------------- | ---- | ---- | ---- | ---- | ---- | ---- | ---- | ----- | ---- | ---- | ---- | ---- | ---- | ---- | ---- |
| UCI World Tour  |      |      | 123. | 38.  | 33.  | 42.  | 71.  | 34.   | 62.  |      |      |      |      |      |      |
| World Ranking   |      |      |      |      |      |      | 73.  | 49.   | 77.  | 155. | 15.  | 47.  | 228. | 179. | 103. |
| UCI Europe Tour | 90.  | 59.  |      |      |      |      | 214. | 1551. | 289. | 127. | 13.  | 39.  | 187. | -    | 84.  |
|                 |      |      |      |      |      |      |      |       |      |      |      |      |      |      |      |
| Źródło: UCI     |      |      |      |      |      |      |      |       |      |      |      |      |      |      |      |